# Colt 1861 Navy
Le Colt 1861 Navy, désigné par Samuel Colt "New Model Belt Pistol of Naval Caliber", est un révolver se chargeant par la bouche, mise à feu par des amorces, à simple action fabriqué en 38 843 exemplaires dans l'usine de Samuel Colt à Hartford, dans le Connecticut entre 1861 et 1873.

## Histoire
Le Colt 61 Navy était le successeur du Colt 1851 Navy au même calibre .36 sans le remplacer, les deux modèles furent fabriqués jusqu’en 1873, le 61 Navy en 38 843 et le 51 Navy en plus que 115 000 exemplaires.
Comme son prédécesseur, le Colt 1861 Navy a été utilisé par la marine et l'infanterie, les soldats appréciant sa maniabilité et son faible recul. Entre 1861 et 1866, 2 363 Colt 61 Navy furent achetés par le gouvernement américain, dont 2 000 directement chez Colt et le reste dans le marché civil pour équiper les troupes de l’Union. Après la Guerre Civile une deuxième commande du gouvernement de 1 600 pièces fut exécutée par Colt.

## Manipulation
Le chargement de ce révolver à amorces se fait par l'avant du barillet : la poudre, une bourre pour combler le vide entre poudre et balle, la balle, posée de façon à affleurer le bord du barillet en utilisant le levier-refouloir, puis on passe au chargement de la chambre suivante. À la fin, on remplit de graisse le creux autour des balles pour empêcher l'humidité de pénétrer en cas de long stockage, ainsi que pour empêcher la flamme issue d'une chambre voisine d'allumer plusieurs charges alors que les balles ne sont pas face au canon, puis finalement on pose les amorces.

## Données techniques
- Munition : balles ogivale ou ronde en calibre .36 (9,2 mm), charge propulsive : 0,7 à 1,4 gramme de poudre noire, d'après l'analyse de cartouches papier de différentes marques. Par exemple, Colt préconisait 1,3 gramme de poudre noire (20 grains) derrière une balle ogivale de 140 grains.
- Canon démontable, rayé, les 7 rayures du canon ont un taux de rotation progressif, qui augmente de la chambre à la bouche.
- Platine avec seulement quatre pièces mobiles et trois ressorts.
- Pontet en laiton coulé avec la sous-garde.
- Refouloir à crémaillère sous le canon,
- Nez du chien comportant la hausse.
- Portée pratique: 50 m
- Barillet : 6 coups

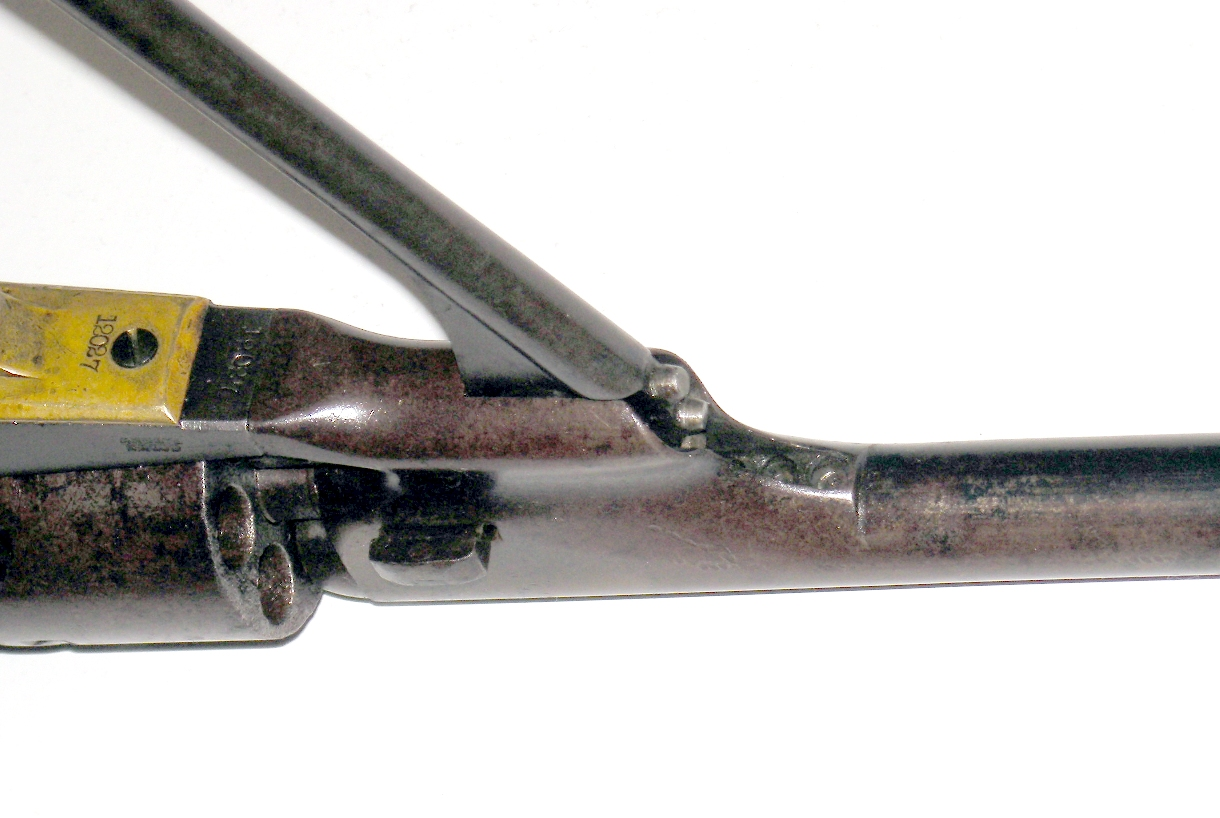
Colt 61 Navy, levier-refouloir à crémaillère

Techniquement, la différence entre le Navy 61 et son prédécesseur était minime. La platine et la crosse correspondait à celle du Navy 51, le canon octogonal était remplacé par un canon rond en "acier-argent à ressort" désigné par Colt "Silver Spring Steel", aux lignes plus sveltes. Le levier-refouloir était, comme sur les Colt 1860 Army et Colt 1862 Police à système à crémaillère.
Avec son cadre ouvert, il souffre d’une certaine fragilité, comme tous les Colts à chargement par la bouche à l’exception du Modèle Root 1855. L’avantage du canon démontable se montre par contre au nettoyage de l’arme. Étant donné que les armes à poudre noire étaient lavées pour dissoudre les résidus. 

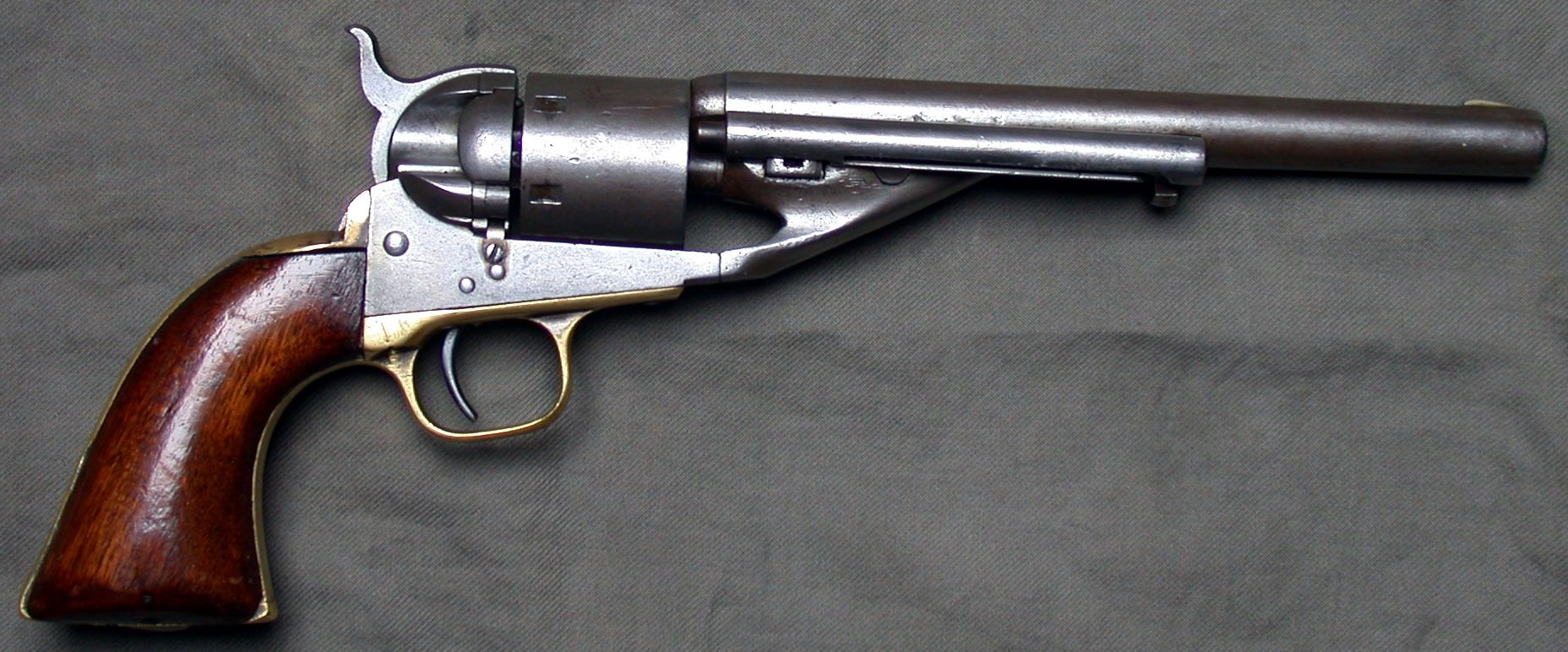
Colt Navy 1861 converti au chargement par la culasse (système de conversion Richards-Mason)

## Gravure
La gravure présente sur le barillet de ce modèle représente une bataille navale entre la Marine du Mexique et la Marine texane (bataille de Campèche)

## Conversions Richards-Mason
Après l’expiration de l'extension que Rollin White avait demandée pour son brevet, en janvier 1870, l’usine de Colt transforma un petit nombre des Colt Navy 1861 en armes chargées par l’arrière du barillet par le biais de brevets de conversion de deux employés de la société dont les noms étaient Charles Brinckerhoff Richards et William Mason.
la modification consistait à modifier le barillet, adjonction d'un bouclier avec portière de chargement sur l'arrière du bati, suppression du levier de chargement et ajout d'une pièce venant obstruer le passage dudit levier.
C'est pourquoi ces révolvers transformés sont appelées des conversions Richards-Mason. Très peu de ces armes subsistent aujourd'hui et sont très recherchées.